# Красноворотский проезд
Красноворо́тский прое́зд — улица в центре Москвы в Красносельском районе между Новой Басманной и Садовой-Спасской улицами. Пересекает Каланчёвскую улицу, образуя на пересечении с ней и с Новой Басманной улицей Лермонтовскую площадь.

## Происхождение названия
Проезд, так же как площадь Красные Ворота, назван по находившимся здесь Красным воротам, сооруженным в XVIII веке как триумфальная арка. В XIX веке переулок назывался Сапожнический — по фамилии домовладельца.

## Примечательные здания и сооружения
- № 3 — Здесь жил советский шахматист Михаил Юдович[1].

## Описание
Красноворотский проезд соединяет Каланчёвскую и Новую Басманную улицы (эти три улицы образуют треугольник Лермонтовской площади), затем огибает высотное здание на Красных Воротах, выходя с севера к Садовому кольцу.

## Транспорт
По проезду проходит автобусный маршрут т24.